# Рух за незалежність Каталонії

Головний символ руху — національний прапор Естелада.

Рух за незале́жність Катало́нії — політичний рух, одна з гілок каталонського націоналізму, представники якої заявляють про історичну і культурну особливість каталонської нації і добиваються повного сувернітету та незалежності Каталонії та Каталонських історичних областей.

## Історія
В минулі століття Каталонія, опинившись в складі Іспанського королівства, розпочала масові повстання. 1871 року Каталонія намагалася відділитись від Іспанії, проте після переговорів з центральною владою залишилася у складі Іспанії.
Сучасний каталонський сецесійний рух зародився на початку XX століття. У довоєнній королівській Іспанії каталоністи досягли спочатку формування суспільної Каталонської співдружності, а потім створення Автономної області Каталонія.
У 1930-х роках Каталонія знов намагалась проголосити незалежність, однак у русі громадянської війни об'єднались із центральним республіканським урядом проти диктатури Ф. Франко, яка отримала перемогу. Репресії проти каталонців у часи режиму Франко значно допомагали популяризації руху за каталонську незалежність.
1979 року Каталонія отримує автономію, а згодом і визнання каталонської мови.

## Сучасний рух за незалежність

### 2006—2015

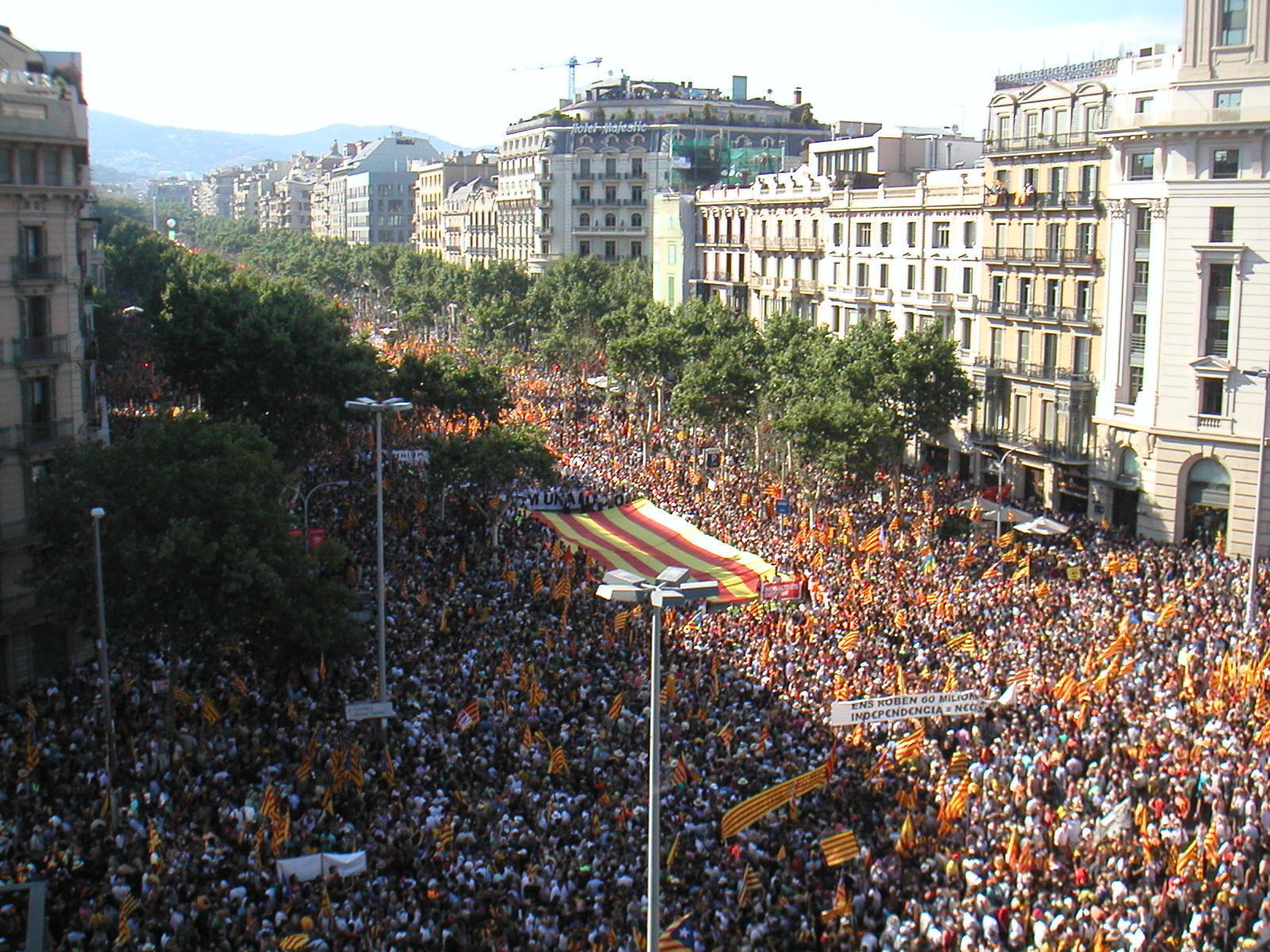
Акція підтримки 10 травня 2006 року

10 травня 2006 року відбулась акція, де виступило 1,5 мільйонів жителів Каталонії на підтримку прийняття каталонської конституції. У 2006 році в Каталонії був прийнятий новий автономний статус з розширенням фінансової самостійності.
Не дивлячись на всі поступки центральної влади, у 2009—2010 роках пройшли неофіційні опитування-референдуми, згідно з якими більше 90 % населення висловилося за незалежність Каталонії від Іспанії. Згодом у вересні 2012 року пройшли масові протести названі «Маршем до незалежності» під гаслом «Каталонія — нова держава Європи». У акції взяли участь близько 1,5 мільйона людей.

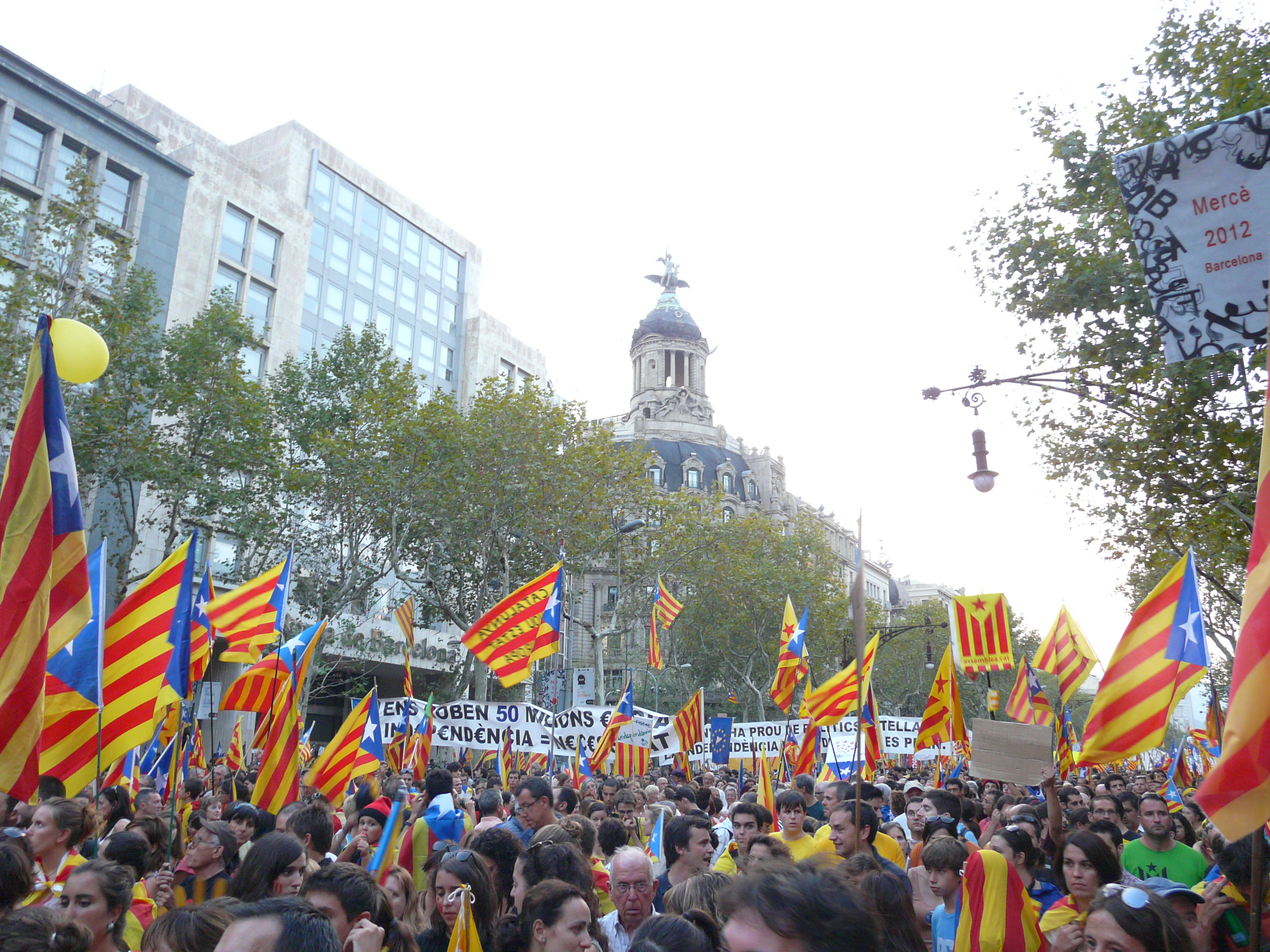
Протести «Марш до незалежності»

Після регіональних виборів 25 листопада 2012 року абсолютну більшість в парламенті склали прихильники незалежності. 23 січня 2013 року парламентом була проголошена Декларація про суверенітет («Каталонія — суверенний політичний і правовий суб'єкт в складі Іспанії»), а на 2014 рік був запланований референдум про відокремлення.
12 грудня уряд Каталонії призначив на 9 листопада 2014 року референдум щодо самовизначення, на якому треба було дати відповідь на питання «Чи має Каталонія стати державою?» і у разі стверджувальної відповіді «Чи повинна держава Каталонія бути незалежною?» Іспанський уряд проте не вважав, що референдум мав відбутися. Зрештою згідно з рішенням Конституційного суду від 27 вересня 2014 року і невдовзі за ним рішенням каталонського уряду від 14 жовтня 2014 року референдум був заморожений, а замість нього було проведено опитування про політичне майбутнє Каталонії, яке не має юридичної сили, на якому 80,8 % тих, хто проголосував висловилися на незалежність.
27 вересня 2015 року у Каталонії відбулись дострокові парламентські вибори, на яких виграли прибічники незалежності.
27 жовтня 2015 року каталонська коаліція "Разом за «Так» і «Кандидати за народну єдність» узгодили проект парламентської резолюції по здобуттю незалежності автономної області. У документі оголошується «початок процесу створення незалежної держави Каталонія у вигляді республіки».
9 листопада 2015 року каталонський парламент проголосував за прийняття резолюції про відокремлення від Іспанії 72 голосами «за» при 63 «проти». Ухваленню резолюції передувало рішення пленуму Конституційного суду Каталонії, який дозволив парламенту зробити це. Рішення було прийнято 11 суддями одноголосно. Після підбиття підсумків виборів лідери партій заявили про отримання «ясного мандата на незалежність» і повідомили, що планують здійснити дорожню карту набуття регіоном незалежності. Згодом Конституційний суд 1 серпня 2016 вдруге анулював резолюцію.

### 2017—2018
9 червня 2017 року глава автономної області Карлес Пучдемон заявив, що референдум щодо незалежності Каталонії від Іспанії призначили на 1 жовтня. 11 червня від 30 до 40 тисяч людей зібрались на акцію в підтримку незалежності. Мітинг пройшов під гаслом «Референдум — це демократія». Організатори, в тому числі і Карлес Пучдемон звернулись до всіх європейських демократичних держав з проханням підтримати їх. Центральна влада повідомила, що не прийме результати голосування, так як референдум є антиконституційним.
Каталонський парламент 6 вересня 2017 року узгодив проведення референдуму на 1 жовтня та процес відділення від Іспанії. Він дозволятиме проголосити незалежність регіону вже за 48 годин у разі згоди населення. В той же час іспанський уряд виступає проти проведення референдуму і називає його антиконституційним.
Після схвалення референдуму на підтримку незалежності вишло близько 700 каталонських мерів.
МВС Іспанії оголосило, що відправляє додаткові підрозділи поліції до Каталонії з метою недопущення референдуму, запланованого на 1 жовтня. 20 вересня іспанська поліція затримала десятки осіб у зв'язку з підготовкою до референдуму, проте до п'ятниці, 22 вересня, усіх затриманих було звільнено.
23 вересня всю поліцію Каталонії перевели під контроль МВС Іспанії. В свою чергу, радник внутрішніх справ женералітету Каталонії Жоакім Форн заявив, що його відділ та місцева міліція не сприйняли цього рішення.
26 вересня Цивільна гвардія Іспанії заблокувала понад 140 сайтів з інформацією про референдум у Каталонії.
28 вересня влада Каталонії закликала ЄС не ігнорувати тему майбутнього референдуму про незалежність регіону і конфлікт, що виник з іспанським урядом.
29 вересня, спікер уряду Іспанії Іньїго Мендес де Віго заявив, що референдуму щодо незалежності Каталонії не буде.
Перед референдумом, 30 вересня у Каталонії поліція заблокувала 1300 виборчих дільниць з 2315 призначених для проведення референдуму про незалежність від Іспанії. Незважаючи на це, у день референдуму 1 жовтня жителі регіону почали збиратись на виборчих дільницях. Почалися перші сутички з поліцією на Національною гвардією.

### 2019
16 березня 2019 року тисячі людей вийшли на мітинг у Мадриді, висловитися на підтримку незалежності регіону Каталонія. Ключовим гаслом акції стало «Самовизначення це не злочин. Демократія — це вирішувати».
11 вересня 2019 року в Барселоні близько 600 тис. людей взяли участь у мітинг за незалежність Каталонії від Іспанії.
14 жовтня Верховний суд Іспанії виніс вердикт керівникам руху за незалежність Каталонії, закривши справу, що розглядалась з 2017 року. Організатори каталанського референдуму отримали ув'язнення від 9 до 13 років., після чого в Барселоні почалися масові протести. Того ж дня учасники протестів заблокували місцевий аеропорт Ель Прат. У першому терміналі зібралося 8 тисяч мітингувальників, в результаті було скасовано більше ста рейсів, через сутички з поліцією 56 людей отримало травми.
Згодом протести поширились іншими містами Каталонії: Таррагона, Манреза, Лерида, Жирона, протестувальники почали блокувати залізничне сполучення і великі магістралі.
17 жовтня ситуація загострилась, мітингарі почали палити баки зі сміттям, кидати коктейлі Молотова в поліціянтів та продовжили блокувати залізницю та аеропорт. МВС Іспанії направило до Каталонії 4 групи спецназу (Guardia Civil). Спецпризначенці мають зокрема охороняти органи влади, казначейства, поліцейські відділки, важливі об'єкти інфраструктури зв'язку та енергопостачання.
На 17 жовтня поліція заарештувала щонайменше 20 осіб, у протестах постраждали 53 людини. Керівник Каталонії Кім Торра закликав провести новий референдум про незалежність.
18 жовтня в Барселоні та Жироні почалися масштабні страйки населення. Біля Барселони п'ять колон протестувальників перекрили доступ до основних доріг міста, на летовищі Ель Прат було скасувано 57 рейсів з тисячі запланованих. Через страйки було закрито туристичний ринок Бокерія. В Жироні в страйках беруть участь 60 тисяч осіб (населення міста складає 94 тис.) Іспанське видання El Pais заявило про те, що на вулиці Барселони вийшло понад 500 тисяч осіб, було перекрито основні точки в'їзду до міста.
Станом на 19 жовтня за час протестів постраждало 89 людей, 31 протестувальника було затримано. За даними поліції, постраждало 200 поліціянтів, один перебуває у важкому стані.
В.о. прем'єр-міністра Педро Санчес заявив, що не вестиме переговорів із каталонськими сепаратистами. Мер Барселони Ада Колау закликала мітингувальників зупинити протести. За підрахунками іспанської влади, за тиждень протесту країна зазнала збитків у розмірі 2,5 млн євро, було знищено 300 сміттєвих контейнерів.

### 2021-2023
Верховний суд Іспанії виступив проти помилування каталонських політиків, яких було засуджено за участь у організації незаконного референдуму про незалежність 2017 року. У червні в Мадриді пройшли бгатотисячні акції протесту проти помилування. Нарешті, лівий уряд Педро Санчеса надав помилування всім засудженим за проголошення незалежності 2017 року.
У останніх загальних виборах Іспанії 2023 року, у Каталонії участь взяло 65.42% виборців, що є більшим відсотком, ніж на останніх каталонських виборах та на референдумі за незалежність у жовтні 2017 року. Підтримка каталонського сепаратизму становила 28.02% від загальної кількості голосів (Junts, Esquerra Republicana, CUP, PDECat), решта голосів були на користь збереження єдності з Іспанією.
Наприкінці 2023 року лівий уряд Педро Санчеса потребував більшості для управління. Він обов'язково потребував підтримки каталонських політичних партій, що прагнуть незалежності, після виборів 2023 року. У цьому контексті було досягнуто угоди, згідно з якою вони надаватимуть йому підтримку в обмін на надання амністії. Амністія наразі перебуває на стадії парламентського розгляду і передбачатиме забуття та прощення всього конфлікту до цього моменту.
Незважаючи на переваги, які це б могло принести, каталонська політична партія, що прагне незалежності "Junts", проголосувала проти амністії, тому амністія не була схвалена до цього часу.

## Російське втручання
В останні десять років каталонський сепаратистський рух мав контакти з членами Кремля. 3 лютого 2024 року Європейський Союз опублікував звіт, що доводить контакти між Кремлем та лідерами незалежності. Згідно з цим звітом Європейського Союзу, «Росія, - зазначає звіт, - не створила конфлікт, але використала його та фінансувала на власну користь. Мета Кремля не була незалежністю, а дуже глибокою та тривалою нестабільністю в одній із країн-членів ЄС та НАТО». Робота європейських органів вважає доведеним, що «лідери каталонського руху за незалежність мали зв'язки з членами російської розвідки та організованою злочинністю». Згідно з документом, Росія використовувала «комп'ютерні мережі, просувала суперечливі наративи, фінансувала культурні групи та аналітичні центри, а також дискредитувала лідерів». Крім того, Росія пропонувала тодішньому керівнику Каталонії Карлесу Пучдемону 10 тисяч військових і оплату боргів регіону перед іспанським урядом. В обмін на цю угоду, Росія також пропонувала щорічну плату гіпотетичній незалежній Каталонії за саботаж і атаку на газопровід MidCat, який мав з'єднати Іспанію з Францією через Піренеї та міг гарантувати енергетичну незалежність Європейського Союзу від Росії через Іспанію.

## Передумови
У сучасній Європі одним з найбільших етнонаціональних конфліктів є Іспанія, а саме його автономія — Каталонія. До відокремлення від Іспанії є ряд причин.

### Політичні
- династичне об'єднання Каталонії і Арагону;
- утворення Королівства Іспанія;
- скасування фуеросу — сукупність пільг, привілеїв і обов'язків;
- режим генерала Франко;
- процес демократизації Іспанії;
- прийняття нової демократичної конституції Іспанії 1978 року;
- визнання каталонської мови як офіційної на території регіону.

### Економічні
- економічна потужність Каталонії, як найрозвинутішого і найприбутковішого району Іспанії.

### Етнонаціональні
- наявність давньої історії;
- наявність власної самостійної мови та специфічної культури;
- наявність давньої традиції політичного самоврядування;
- високий рівень етнічної самосвідомості;
- етнонаціональна ідентичність;

## Реакція світу
ЄС і НАТО вже попередили, що Каталонію виключать із тих структур у разі відділення від Іспанії. Прем'єр-міністр Великої Британії (2010—2016 рр.) Девід Камерон вважає, що у випадку виходу Каталонії зі складу Іспанії вона автоматично опиниться поза Євросоюзу і їй доведеться знову стати в чергу країн-кандидатів на членство в ЄС.
Головний тренер Манчестер Сіті Пеп Гвардіола виступив на підтримку референдуму за незалежність Каталонії.
6 травня 2017 року ФК «Барселона» висловив підтримку щодо референдуму 1 жовтня. Україна визнала референдум 1 жовтня в Каталонії нелегітимним.